# ハンス・デ・コニング
ハンス・デ・コニング（Hans de Koning、1960年4月5日 - ）は、オランダ・ロッテルダム出身の元サッカー選手、現サッカー指導者。ポジションはGK。2020年よりVVVフェンローの監督を務める。

## クラブ経歴
1980年代後半から1990年代前半にエールディヴィジで活躍したゴールキーパー。1978年から所属したAZでは、1985-86シーズンからレギュラーに定着し、1988年に移ったFCトゥウェンテでは在籍5シーズンでリーグ戦138試合に出場した。

## 指導者経歴
現役引退後すぐにトゥウェンテでGKコーチとして働き始め、指導した選手にはのちにリヴァプールFCやレアル・ベティスで活躍するサンデル・ヴェステルフェルトやトゥウェンテのレジェンドになるサンデル・ボスフケルらがいる。1996年にAZへと舞台を移し、ここでGKコーチ、アシスタントコーチ、暫定監督を経験した。そして2000年に自身初となる監督業をフォルトゥナ・シッタートで始めた。2005年にはエールステ・ディヴィジのTOPオス監督に就任した。在籍2シーズンにおけるリーグ戦成績は11位と17位だった。
2016年2月22日、デニス・デメルスの後任としてゴー・アヘッド・イーグルスの監督に就任した。シーズン途中就任だったが、見事クラブをエールディヴィジへと昇格させ、翌2016-17シーズンもゴー・アヘッドで指揮を執ることになった。しかし、1部の舞台では思うような結果が残せず、常に降格圏を漂っていた。2017年3月22日、ライバルPECズヴォレとのホームゲームで敗れ、監督キャリアにおいて初となる解任を受けた。
2018年1月8日、RKCヴァールヴァイクの監督に就いた。
2019年12月29日、VVVフェンローは来年1月からデ・コニングが監督に就任すると発表した。VVVフェンローはシーズン初めにロベルト・マースカントを解任していたので、その後任である。1月に監督に就任すると7試合無敗を貫いてクラブは好調を保ち、降格圏にいたフェンローは残留圏の13位まで浮上した。これにより、デ・コニングは来シーズンもフェンローで監督を務めることになった。

## タイトル
AZ
- エールディヴィジ : 1回 (1980-81)
- KNVBカップ : 3回 (1977-78, 1980-81, 1981-82)